# Apopetelia chlororphnodes
Apopetelia chlororphnodes är en fjärilsart som beskrevs av Eugen Wehrli 1936. Apopetelia chlororphnodes ingår i släktet Apopetelia och familjen mätare. Inga underarter finns listade i Catalogue of Life.